# Campeonato Mundial de Remo de 1970
El III Campeonato Mundial de Remo se celebró en St. Catharines (Canadá) en 1970 bajo la organización de la Federación Internacional de Sociedades de Remo (FISA) y la Federación Canadiense de Remo.
Las competiciones se realizaron en el canal de remo del lago Martindale Pond, ubicado al oeste de la localidad canadiense.

## Medallistas

### Masculino
| Evento                 | Oro | Plata | Bronce |
| ---------------------- | --- | --- | --- |
| Scull individual M1X   | Alberto Demiddi Argentina | Götz Draeger RDA | Jaroslav Hellebrand Checoslovaquia |
| Doble scull M2X        | Jørgen Engelbrecht Niels Secher Dinamarca | Hans-Ulrich Schmied Joachim Böhmer RDA | John van Blom Thomas McKibbon Estados Unidos |
| Dos sin timonel M2-    | Peter Gorny Werner Klatt RDA | Alfons Ślusarski · Jerzy Broniec · Polonia · | Udo Brecht Lutz Ulbricht RFA |
| Dos con timonel M2+    | Ștefan Tudor Petre Ceapura Ladislau Lovrenschi (t) Rumania                                                                                             | Hartmut Schreiber Manfred Schmorde Klaus-Dieter Ludwig (t) RDA | Vladimir Yeshinov Nikolai Ivanov Valentin Kostitsin (t) URSS                                                                                     |
| Cuatro sin timonel M4- | Frank Forberger Frank Rühle Dieter Grahn Dieter Schubert RDA                                                                                           | Joachim Ehrig Peter Funnekötter Claus Schneggenburger Wolfgang Plottke RFA                                                                                                 | Erik Petersen Tom Hindsby Kurt Helmudt Poul Nielsen Dinamarca                                                                                    |
| Cuatro con timonel M4+ | Peter Berger Hans-Johann Färber Gerhard Auer Alois Bierl Stefan Voncken (t) RFA                                                                        | Bernd Meerbach Rolf Zimmermann Jochen Mietzner Karl-Heinz Prudöhl Karl-Heinz Danielowski (t) RDA                                                                           | Alf Hansen · Finn Tveter · Tom Welo · Peter Wærness · Finn Aronsen (t) · Noruega ·                                                               |
| Ocho con timonel M8+   | Ernst Otto Borchmann Rolf Jobst Dietrich Zander Reinhard Gust Eckhard Martens Bernd Ahrendt Klaus-Peter Foppke Hans-Joachim Puls Reinhard Zahn (t) RDA | Nikolái Sumatoshin Alexandr Martyshkin Alexandr Ryasankin Víktor Mélnikov Beniaminas Nacevičius Mindaugas Vaitkus Víktor Levchin Alexandr Visotski Viktor Mijeyev (t) URSS | Warren Cole Gerard Veldman Murray Watkinson John Hunter Richard Joyce Dudley Storey Gary Robertson Gilbert Cawood Simon Dickie (t) Nueva Zelanda |

## Medallero
| Núm. | País           | Oro | Plata | Bronce | Total |
| ---- | -------------- | --- | ----- | ------ | ----- |
| 1    | RDA            | 3   | 4     | 0      | 7     |
| 2    | RFA            | 1   | 1     | 1      | 3     |
| 3    | Dinamarca      | 1   | 0     | 1      | 2     |
| 4    | Argentina      | 1   | 0     | 0      | 1     |
| 4    | Rumania        | 1   | 0     | 0      | 1     |
| 6    | URSS           | 0   | 1     | 1      | 2     |
| 7    | Polonia        | 0   | 1     | 0      | 1     |
| 8    | Checoslovaquia | 0   | 0     | 1      | 1     |
| 8    | Estados Unidos | 0   | 0     | 1      | 1     |
| 8    | Noruega        | 0   | 0     | 1      | 1     |
| 8    | Nueva Zelanda  | 0   | 0     | 1      | 1     |
|      | TOTAL          | 7   | 7     | 7      | 21    |